# ホイファナラ氏
ホイファナラ氏（またはホイファ･ナラ･ハラ, 満文：ᡥᠣᡳ᠌ᡶᠠ
ᠨᠠᡵᠠ
ᡥᠠᠯᠠ, 転写：Hoifa Nara hala, 漢語：輝發納喇氏、輝發那拉氏、輝發氏）は、満洲人の著名な姓氏であるナラ氏の主要な分派の一。民国以降は張、施、蘇、游などの漢姓を名告った。

## 略史

### 祖先
始祖のアングリとシングリは、サハリヤン･ウラ (黒龍江)畔の載木主にあったニマチャ部 (現黒龍江省穆棱県東の興凱湖南)出身で、本姓はイクデリ氏。載木主から神祇を移してジャルに遷居し、ジャンに住むガヤンガとトゥメトゥという二人のフルン (扈倫) 人の援助を得たことから、両人に投じてナラ氏に改姓し、「ホイファ地方のナラ氏」＝「ホイファナラ氏」を名告った。

### 建国
シングリに長子のリオチェンと次子ベイチェン の二子あり。ベイチェンにナリンガとナイクヮンの二子あり。ナリンガの子ラハの子に、ガハチャン、その子・チネケン、その子ワンギヌと代々子孫が続いた。ワンギヌの代でホイファ諸部を征服すると、輝発河畔のフルキの丘に築城し建国、地名に肖りホイファ･グルン (輝発国) と名附けた。ワンギヌ死後、孫のバインダリ (夭逝したワンギヌ長子の子) が叔父7人を殺害し、自らホイファのベイレに即位した。
万曆21 (1593) 年6月、俄に擡頭しはじめたヌルハチを警戒し、フルン四部で共謀してその属領を侵したが、ハダ軍がヌルハチ軍に逆襲され、敗走。同年9月、九部連合に勢力を拡大し再度ヌルハチ征討へ向うも、連合軍は大敗を喫し、バインダリは自国へ逃げ帰った (グレ山の戦)。
万暦23 (1595) 年6月、ヌルハチがホイファの領城であるドビ･ホトンへ進攻。城主のケチュンゲとスメンゲが戦死し城は陥落。
万暦25 (1597) 年1月、フルン四部 (イェヘ、ハダ、ウラ、ホイファ) 共同で使者を出しヌルハチに媾和を求めた。

### 滅亡
数年後、一族兄弟がイェヘに亡命し、国内分裂の危機を招いた為、バインダリは人質を送ってヌルハチから兵1,000を引き出し、内紛を鎮圧した。これを知ったイェヘのナリムブルが「亡命者を返還して欲しくば、人質を連れ戻せ」と唆すと、ナリムブルを恃んだバインダリは中立を守る (イェヘと関り合わない) ことをヌルハチに誓って、マンジュ (満洲、後金の前身) から人質を連れ帰った。人質はイェヘに送られたが、ナリムブルが食言し、バインダリは恥を偲んでヌルハチに和親をもちかけた。ヌルハチは承諾したが、バインダリは居城の増築を目的に詭弁を弄して縁組を先延ばしにし、イェヘから人質が返還されると、バインダリは完全に掌を返した。
万曆35 (1607) 年9月14日、激怒したヌルハチの軍がホイファ･ホトン (輝発城) を包囲攻撃し、城は陥落した。バインダリと息子は処刑され、ホイファ･グルンは滅亡した。

### 清代
ネルブ (訥爾布) の一族から高宗乾隆帝の継皇后が冊封されると、一族はその恩恵に浴し栄光の道を歩んだ。しかし (外史の記載に拠ると) 継皇后は頭髪を切り落として乾隆帝の怒りに触れた為に翊坤宮後殿に蟄居を命じられ、「四份冊宝」も没収された。后位を剥奪された訣ではないとは雖も実質的にはそれに等しく、一族はこの為に佐領の世襲的地位を喪失し、没落の一途を辿った。

## 系図
- シングリ[3]：ホイファナラ氏始祖。
  - 長子・リオチェン
  - 次子・ベイチェン[13]
    - 孫・ナリンガ[14]：ベイチェンの子。
      - 曾孫・ラハ[16]：ナリンガの子。都督。
        - 玄孫・ガハチャン[17]：ラハの子。都督。
          - 昆孫・チネケン[18]：ガハチャンの子。
            - 来孫・ワンギヌ：チネケンの子。初代ホイファ･ベイレ (輝発国主)。
              - 仍孫 (名不詳)：ワンギヌの長男。
                - 雲孫・バインダリ：ワンギヌの孫 (父名不詳)。末代ホイファ･ベイレ。

              - 仍孫 (名不詳)：ワンギヌの子。
                - 雲孫・マンク[25]：ワンギヌの孫 (父不詳)。
                  - 八世孫 (名不詳)：マンクの子。
                    - 九世孫 (名不詳)：マンクの孫 (父名不詳)。
                      - 十世孫・ネルブ（訥爾布）：ロホ（羅和）の子 。
                        - 11世孫 (名不詳)：清朝の高宗乾隆帝の継皇后[26]。

## 『八旗滿洲氏族通譜』
『八旗滿洲氏族通譜』巻24「輝發地方納喇氏」目録で紹介されている人物は以下の通り。
有事績
1) ワンギヌの子孫
トンゴイ（tonggoi、通貴)、サビトゥ（sabitu、薩碧図)、マンク（mangoko、莽科)。
2) 先祖不詳
サンタン（santan、三檀）、ボルジ (borji、博爾濟)、ショセ・ウバシ (šose ubaši、碩色吳巴世)、トゥンタイ (tuntai、屯泰)、ショ（šo、碩）、スジャク（sujakū、蘇札庫）、アナイ (anai、阿鼐)、モシ（moši、謨式）、エンゲデイ (enggedei、恩格徳)、イハナ (ihana、伊哈那)。
無事績
『八旗滿洲氏族通譜』に記載されている者の内、ワンギヌとの関係性未詳（額徳、瑚錫布のぞく）で、官職歴のみ遺るホイファナラ氏。
3) 建国初期に帰順
エデイ (edei、額徳)、イェブケン（yebken、葉普肯）。スバタイ (subatai、蘇巴泰)。フシブ (hūsibu、瑚錫布)、ウカ（uka、吳喀）。ホシュン（hošun、和順）、ニカダ (nikada、尼喀達)。エルデム (erdemu、額爾徳穆)。ウシタイ (ušitai、呉什泰)。
4) 天聡年間に帰順
ロチャ（loca、羅察）。カルカマ (karkama、喀爾喀瑪)。ウェンジヘ（wenjihe、温済赫）。ナチン (nacin、納秦)。
5) 帰順時期不明
クワンタイ（kuwantai、寛泰）、クブフイ（kūbuhūi、庫布輝）、ビサンガ（bisangga、璧桑阿）、オクスン（oksun、鄂克遜）、トロ（toro、托絡）。ヨタンガ（yotangga、約唐阿）、トゥビヘ (tubihe、図碧赫)、デキネ（dekine、徳啓訥）、イラブ (irabu、伊喇布)、ソホン (sohon、索渾)、セヅ（sedzi、色資）、サハリャン (sahaliyan、薩哈廉)、ヤルブ (yarbu、雅爾布)。ウンガイ（unggai、翁藹）、ヅォーグイ（dzoogui、曹桂）。オト・バヤン（oto bayan、鄂托巴彥）。

### 1) ワンギヌの子孫

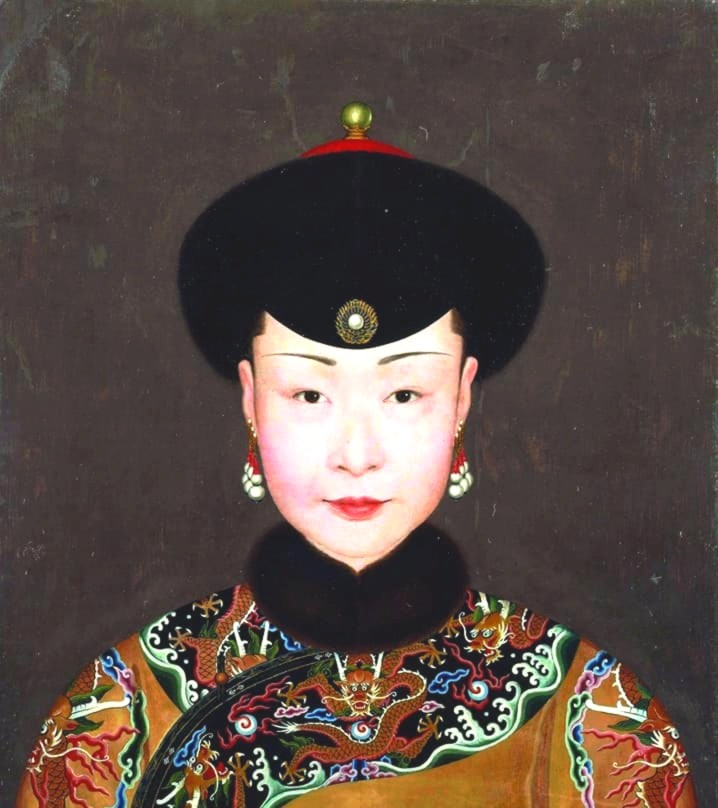
マンク（莽科) の子孫とされる継皇后。屡々ウラナラ氏と誤認される。

トンゴイ、サビトゥ、マンク：「ワンギヌ」参照。

### 2) 先祖不詳
『八旗滿洲氏族通譜』に記載されている者の内、事績はあるが（恩格徳、伊哈那のぞく）、ワンギヌとの関係性未詳（先祖不詳）のホイファナラ氏を以下に挙げる。

#### サンタン（三檀）
サンタン(santan)は正藍旗人、ホイファ地方に代々定住したが、建国初期に配下を引率れ帰順し、ニルを編成して統轄した。長子サジュフ（sajuhū、薩珠瑚）、次子アジュフ（ajuhū、阿珠瑚）、三子サビガン（sabigan、薩弼漢）、四子フシ（hūši、瑚実）、五子ヤンダルガン（yandargan、延達爾漢）、六子フィヤング（fiyanggū、費揚古）。サジュフはサンタンの長子、元・佐領。サジュフの子孫は以下の通り。
| 孫 | ： | シュワンジュ（šuwangju、双柱、元・三等護衛） |

アジュフ（ajuhū、阿珠瑚）はサンタンの次子。アジュフの孫イルトゥ（iltu、伊爾図）は、護軍参領として福建厦門(アモイ)に出征、海賊との交戦で死亡し、騎都尉を追叙された。子チャムブ（cambu、禅布）が襲爵したが、後に免黜され、チャムブの弟ギュレ（giole、久勒）、ギュレの子エルゲ（elge、二格）が順に襲爵した。アジュフの子孫は以下の通り。
| 子   | ： | 長子イバガン（ibagan、伊巴漢、元・副都統兼佐領）、次子ウダリ（udari、呉達礼、元・吏部尚書兼佐領）、三子イバクトゥ（ibaktu、伊巴克図、元・参領）、四子アイトゥ（aitu、愛図、元・長史）、五子イレイ（ilei、伊雷、元・副都統） |
| 孫   | ： | レキ（leki、勒琦、元・副都統兼佐領）、ドナイ（donai、多鼐）（元・護軍参領）、ギムブ（gimbu、進布、元・護軍参領）、ユワンフ（yuwanfu、元福、元・二等護衛）、ナイゲ（naige、鼐格、ホショイ･エフ、佐領）、ウンチャ（unca、温察、元・頭等護衛）、クナハイ（kūnahai、庫納海、元・頭等護衛）、シナハイ（sinahai、鍚納海、元・護軍参領）、イナハイ（inahai、伊納海、元・二等護衛）、イサムブ（isambu、伊三布、元・司庫）、イルトゥ（iltu、伊爾図、護軍参領） |
| 曾孫 | ： | ミンヅン（mingdzung、明宗、元・佐領）、トクトホ（toktoho、托克托和、元・員外即）、アリン（alin、阿林、元・護軍統領兼佐領）、デショー（dešoo、徳韶、現・佐領）、スンガイ（sunggai、松藹、現・二等護衛）、トゥハン（tuhan、図翰、現・員外郎）、ジョージュ（jooju、兆柱、現・筆帖式）、ミンギュ（minggioi、明舉、現・筆帖式）、チャムブ（cambu、禅布）、ギュレ（giole、久勒）                                                                            |
| 玄孫 | ： | ジャル（jalu、札禄、現・六品官）、フォユ（foio、仏佑、現・筆帖式）、ウェングワン（wengguwang、文光、現・生員）、ウェンヅン（wendzung、文琮、現・生員）、エルゲ（二格） |

サビガン（sabigan、薩弼漢）はサンタン（santan、三檀）の三子、元・佐領。カルチン（karcin、喀爾沁）はサビガンの次子、護軍参領としてオイラト部ガルダン(噶爾丹)征討に従軍、賊兵撃破の勲功により雲騎尉に叙爵。死後、カルチンの子バブハイ（babuhai、巴布海）が襲爵した。ハルビ（halbi、哈爾碧）はサビガンの孫、頭等護衛に任命、福建に出征、厦門(アモイ)で海賊との交戦中に戦死、雲騎尉に追叙。子ウジ（ujy、武智）が襲爵、四品典儀を現任。サビガンの子孫は以下の通り。
| 子   | ： | 長子ハンチュハ（hancuha、韓楚哈、元・佐領）、次子カルチン（karcin、喀爾沁、護軍参領）                                                                                                   |
| 孫   | ： | バブハイ（babuhai、巴布海）、チェクチェフン（cekcehun、徹克徹渾、元・佐領）、ルンショウ（lungšeo、隆綬、元・佐領）、ルンフ（lungfu、隆福、元・協領）、ハルビ（halbi、哈爾碧、頭等護衛） |
| 曾孫 | ： | ウジ（ujy、武智、現・四品典儀）、チェハイ（cehai、徹海、現・護軍校） |

フシ（hūši、瑚実）はサンタン（santan、三檀）の四子、閑散（一種の予備役）として旅順口（現遼寧省大連市）に出征、朝鮮を平定、後、朝鮮の皮島で戦死し、騎都尉を追叙された。子フジャル（hūjalu、瑚札禄）が襲爵し、三度の恩賞で二等軽車都尉に陞叙、又、錦州包囲戦で松山、杏山の騎歩兵を撃砕、流賊を撃攘、福王を討滅、河南、江南などを平定し、勲功により一等軽車都尉に陞叙、副都統を歴任した。死後、長子フビシャン（hūbišan、瑚弼善）、フビシャンの子ジュンティボー（juntiboo、準提保）が順に襲爵した。フジャルの次子メンボー（mengboo、孟保）は湖広に出征、洞庭湖で戦死し雲騎尉を追叙された。継嗣なく、実兄フビシャンの孫サリンガ（salingga、薩霊阿）が襲爵、後、父ジュンティボーからも恩賞加増以前に復した騎都尉兼一雲騎尉を承襲し、あわせて三等軽車都尉に陞叙した。フシの子孫は以下の通り。
| 子   | ： | フジャル（hūjalu、瑚札禄、副都統）                                                             |
| 孫   | ： | フビシャン（hūbišan、瑚弼善）、メンボー（mengboo、孟保）、ショーボー（šooboo、韶宝、元・主事） |
| 曾孫 | ： | ジュンティボー（juntiboo、準提保）、エルチョウセ（elceose、二丑色、元・典儀）                  |
| 玄孫 | ： | サリンガ（salingga、薩霊阿）                                                                   |

ヤンダルガン（yandargan、延達爾漢）はサンタン（三檀）の五子、元・護軍校。ヤライ（yalai、雅頼）はヤンダルガンの長子、長史として江西に出征し鄱陽湖（現江西省北部）などで黄浩（首領）の兵を度々撃砕、後、新口、費園地方で戦死し騎都尉を追叙された。子のバンディ（bandi、班第）が襲爵し佐領に任命されたが後に免黜され、バンディの弟フルミン（fulmin、福爾敏）が襲爵した。死後、フルミンの子のヒャングイ（hiyangui、顯貴）が襲爵した。ヤハイ（yahai、雅海）はヤンダルガンの次子、前鋒参領として福建に出征し鄭成功の海賊兵を撃砕、又、叛徒チャハル部ブルニ(布爾尼)を征討し、大鹵地方（現山西省太原市）で度々賊徒を撃攘、死後、勲功により騎都尉を追叙された。継嗣なく、実兄ヤライ（yalai、雅頼）の孫ユラムボー（ioilamboo、盂蘭保）が襲爵した。ヤンダルガンの子孫は以下の通り。
| 子   | ： | 長子ヤライ（雅頼、長史）、次子ヤハイ（雅海、前鋒参領）                                                                      |
| 孫   | ： | バンディ（班第、佐領）、フルミン（福爾敏）、ヤンタイ（延泰、元・頭等護衛）、ラハ（laha、拉哈、元・七品官）                  |
| 曾孫 | ： | ヒャングイ（顕貴）、ユラムボー（盂蘭保）、グワンショウ（guwangšeo、広綬、元・頭等護衛）、ラサリ（lasari、拉薩理、元・佐領） |
| 玄孫 | ： | ソジュ（soju、索柱、現・佐領）、ユンジュ（yungju、永柱、現・遊擊）                                                          |

フィヤング（fiyanggū、費揚古）はサンタンの六子、佐領として北京経由で山東に出征し馬（総兵）らの敵兵を撃砕、又、浜州（現山東省）攻城戦を制して雲騎尉を叙爵、燕京定鼎（奠都）時には山海関より進撃して流賊20万を撃砕、勲功により騎都尉に陞叙され、河南、江南などを平定、賊兵を度々撃破し、騎都尉兼一雲騎尉に陞叙された。死後、長子ヤスカ（yasuka、雅素喀）が襲爵し、三度の恩賞で一等軽車都尉に陞叙、護軍参領に任命された。継嗣なく、死後は甥シンゲトゥ（singgetu、星額図）が襲爵し、佐領に任命された。死後、恩賞加増以前の騎都尉兼一雲騎尉に復し、実兄の孫エンテヘメ（enteheme、恩特赫墨）が承襲した。フィヤングの子孫は以下の通り。
| 子   | ： | 長子ヤスカ（yasuka、雅素喀、護軍参領）、次子ヤンダイ（yangdai、揚岱、元・都統兼佐領）、三子ファフダ（fahūda、法瑚達、元・長史兼佐領）                                                                             |
| 孫   | ： | ホーシャン（hoošan、浩善、元・頭等護衛）、ゲトゥケン（getuken、格図肯、元・佐領）、ゲンゲトゥ（genggetu、耿額図、元・三等護衛）、ファクジン（fakjin、法克進、元・二等護衛）、シンゲトゥ（singgetu、星額図、佐領） |
| 曾孫 | ： | エンテヘメ（enteheme、恩特赫墨）、ロスハン（loshan、羅思漢）、リキン（liking、麗慶）（元・佐領）、スンル（sunglu、松禄、現・中書兼佐領）、チシリュ（cišilio、七十六、現・佐領）                                   |

#### ボルジ（博爾済）
ボルジは鑲黄旗人、ホイファ地方に代々定住したが、天聡年間に帰順した。ナムドゥル（namdulu、那木都魯）地方のマンギャン(manggiyan、莽健、正白旗）、吉林ウラ(烏喇)地方のモルホン（morhon、謨爾渾、鑲白旗）、ハダ地方のミンガン（minggan、明安、鑲藍旗包衣）らは同一族。
トゥルシ（turusi、図魯什）はボルジの曾孫、員外郎に任命され、燕京定鼎（奠都）時には流賊を慶都県（現河北省保定市）に追逐し撃砕、又、テンギス（tenggis、滕吉思）を追逐し、トゥシエト(tusiyetu、土謝圖)ハン(汗)およびショロイ・ハン（šoloi han、碩羅汗）らの兵を撃砕、オルドスへ勅書を届ける途上、ジャムス（jamsu、札木蘇）の叛乱で死に雲騎尉に追叙された。子シュシュ（šušu、舒書）が襲爵し、二度の恩賞で騎都尉兼一雲騎尉に陞叙、後、浙江丹山に出征し、南明阮思（英毅伯爵）らの敵兵数万余を撃砕、張興（総兵）を斬伐、銅印を鹵掠し、勲功により三等軽車都尉に陞叙、又、雲南に出征し緬国アヴァ(阿窪)城（現ミャンマー聯邦共和国マンダレー地方域インワ）で南明桂王永暦帝を捕縛、四川に進攻し呉之茂（将軍）らの敵兵5,000余を撃砕、陝西を平定、王屏藩（将軍）らの敵兵を漢中府（現陝西省漢中市）で撃砕し、二等軽車都尉に陞叙され、疾病を理由に退官した。シュシュの子グルタイ（gūrtai、顧爾泰）が襲爵し、詹事府詹事を歴任、同じく疾病を理由に依願退官し、二等軽車都尉から騎都尉に貶降された。子のドゥンジュ（dunju、敦柱）が承襲し、知府に任命された。
スヘ（suhe、蘇赫）はボルジの玄孫、護軍校として呉三桂を征討に従軍し、石門坎（現貴州省）、黄草壩（現貴州省興義市）地方で何継祖（将軍）らの敵兵を撃砕（三藩の乱）、又、胡国秉（将軍）を雲南城下で撃砕、死後、勲功により騎都尉に追叙された。子のチョクト（cokto、綽科托）が襲爵した。死後、子ウルンタイ（ulungtai、烏隆泰）が襲爵した。
ボルジの子孫は以下の通り。
| 孫   | ： | テムル（temur、特木爾、元・佐領） |
| 曾孫 | ： | ジェンクネ（jengkūne、鄭庫訥、元・博士）、エルセイ（ersei、額爾塞、元・前鋒校）、トゥルシ（turusi、図魯什、員外郎） |
| 玄孫 | ： | シュシュ（šušu、舒書）、ニュニュ（nionio、牛鈕、元・藍翎侍衛）、ジェベイ（jubei、哲貝、元・御史）、ジョーシャン（joošan、兆山、元・主事）、コルコダイ（korkodai、科爾濶岱、元・兵部尚書）、ハンキ（hangki、杭琦、元・内閣侍読学士）、ゴリイ（g'olii、果礼、元・参領）、サンゲ（sangge、桑格、元・七品官）、ライフ（laihū、頼虎、元・驍騎校）、スヘ（suhe、蘇赫、護軍校） |
| 来孫 | ： | グルタイ（gūrtai、顧爾泰、詹事府詹事）、チシバ（cišiba、七十八、元・員外郎）、ドルジン（dorjin、多爾進、元・歩軍校）、エンテイ（entei、恩特、元・副護軍参領）、チャンミン（cangming、常明、元・護軍校）、ダブス（dabsu、達普蘇、元・驍騎校）、ウゲ（uge、五格、元・筆帖式）、ジェショウ（ješeo、哲綬、元・筆帖式）、チョクト（cokto、綽科托）                            |
| 昆孫 | ： | ドゥンジュ（dunju、敦柱、現・知府）、リジュ（liju、麗珠、現・主事）、ウラダイ（uladai、烏拉岱、現・給使什長）、ウルンタイ（ulungtai、烏隆泰） |
| 礽孫 | ： | 富謙（fukiyan、フキャン、現・筆帖式） |

#### ショセ・ウバシ（碩色呉巴世）
ショセ・ウバシ(šose ubaši)は正藍旗人、ホイファ地方に代々定住したが、建国初期に帰順した。太祖ヌルハチの勅命を承けて降伏勧告のためチャハル部へ至ったが、チャハル部は反対に後金側の降伏を迫り、拒否したショセ・ウバシは拘束されたが、三年の拘留期間で守者と通謀し脱出すると、着る物も纏わず飲まず食わずで帰還した。ヌルハチはその忠義を大層嘉悦し、漢人3戸、男子19人、馬7匹、牛6頭を賞賜、併せて徭役を免除した。又、勅命を承けバク・ベイレ（bak beile、巴克貝勒）の許へ降伏勧告に向う途上、アンガ・ベイレ（angga beile、昂阿貝勒）率いる兵300の通行妨害に遭遇するも、之を撃砕した。太祖ヌルハチは褒賞を賜与し、騎都尉を叙爵、陵寝総管に任命した。死後、子グワイムボー（guwaimboo、観音保）が襲爵した。曾孫ジムブ（jimbu、進布）は、聖祖康熙帝のショセ・ウバシ追慕の恩恵に与り六品世職を賜与された。死後、ジムブの弟フキ（fuki、富起）が襲爵したが、後に免黜され、フキの大叔父の孫フボー（fuboo、福保）が襲爵した。ショセ・ウバシの子孫は以下の通り。
| 子   | ： | グワイムボー（guwaimboo、観音保）、ウヌフ（unuhu、呉努瑚、元・頭等侍衛）                                                                                      |
| 孫   | ： | ジュランタイ（julantai、珠蘭泰、元・郎中）、ナルム（narmu、納爾穆、元・員外郎）、ジョージュ（jooju、兆柱、元・親軍校）、ナジン（najin、納進、現・看守倉庫官） |
| 曾孫 | ： | ジムブ（jimbu、進布）、フキ（fuki、富起）、フボー（fuboo、福保）、フデ（fude、福徳、元・筆帖式）、フチャン（fucang、福長、元・筆帖式）                        |

#### トゥンタイ（屯泰）
トゥンタイ(tuntai)は鑲紅旗人、ホイファ地方に代々定住したが、建国初期に帰順し、二等護衛に任命された。玄孫タンセ（tangse、唐色）は委署護軍校として浙江に出征し劉国軒（将軍）の兵を郭塘山などで度々撃砕、続いて雲南に進攻し石門坎（現貴州省）、黄草壩（現貴州省興義市）地方などで何継祖（将軍）らの兵を撃砕（三藩の乱）、勲功により雲騎尉に叙爵され、副都統を歴任した。死後、子のサレンタイ（sarentai、薩楞泰）が襲爵した。トゥンタイの子孫は以下の通り。
| 子   | ： | グンタシ（guntasi、袞塔鍚、元・備禦）                                                                               |
| 孫   | ： | カラ（kara、喀喇、元・頭等護衛）                                                                                    |
| 曾孫 | ： | ガンゲ（g'angge、剛格、元・佐領）                                                                                   |
| 玄孫 | ： | フヨ（fuyo、福耀、元・典儀）、スイヒャン（suihiyang、綏向、元・親軍校）、タンセ（tangse、唐色、委署護軍校、副都統） |
| 来孫 | ： | サレンタイ（sarentai、薩楞泰）、チャンル（canglu、常禄、現・筆帖式）                                                |

#### ショ（碩）
ショ(šo)は鑲紅旗人、ホイファ地方に代々定住したが、建国初期に帰順した。来孫ジャリン（jarin、札琳）は委署章京に任命され雲南を平定し、桂花寺地方で呉世璠（将軍）らの兵3万余を撃砕、勲功により雲騎尉に叙爵された。死後、子ジャンダイ（kandai、瞻岱）が襲爵した。ショの子孫は以下の通り。
| 曾孫 | ： | ケテイ（ketei、克特、元・城門尉）、ラバイ（labai、拉拝、元・筆帖式） |
| 玄孫 | ： | マシャ（maša、瑪沙、元・佐領）、チャンシン（cangsin、常新、元・典儀） |
| 来孫 | ： | ワルダ（walda、瓦爾達、元・筆帖式）、ヤトゥ（yatu、雅図、元・驍騎校）、マリムボー（malimboo、瑪林保、現・三等護衛）、ケムンゲ（kemungge、克孟額、現・驍騎校）、ジャリン（jarin、札琳、委署章京） |
| 昆孫 | ： | ジャンダイ（jandai、瞻岱）、イリン（ilin、伊琳、元・筆帖式）、ダブタンガ（dabtangga、達普唐阿、現・頭等護衛）                                                                                    |
| 礽孫 | ： | イフネ（ifune、伊福訥、現・員外郎）、イフシャン（ifušan、伊福善、現・筆帖式） |

#### スジャク（蘇札庫）
スジャク(sujakū)は鑲黄旗人、ホイファ地方に代々定住した（帰順時期未詳）。孫ハンチュハン（hancuhan、漢楚罕）は佐領としてチャハル部ブルニ(burni、布爾尼)征討に従軍、大鹵地方（現山西省太原市）で奮戦し賊兵を撃砕、勲功により雲騎尉に叙爵された。死後、子ヤジュ（yaju、雅住）が襲爵し、頭等侍衛に任命された。スジャクの子孫は以下の通り。
| 孫   | ： | ハンチュハン（hancuhan、漢楚罕、佐領）                                 |
| 曾孫 | ： | ヤジュ（yaju、雅住、頭等侍衛）、イェヌイ（yenui、葉內、元・歩軍校）    |
| 玄孫 | ： | ボンコ（bongko、本濶、元・驍騎校）、スダセ（sydase、四達色、現・防禦） |

#### アナイ（阿鼐）
アナイ(anai)は正藍旗人、ホイファ地方に代々定住し、建国初期に帰順、員外郎に任命された。子ワンフォボー（wanfoboo、萬仏保）は八品官として江西に出征し賊兵4千余を南康府（現江西省九江市）で撃砕、続いて広東に進攻したが桂嶺頭地方で戦死し、雲騎尉に追叙された。子ワンダリ（wandari、萬達理）、孫アンジュ（anju、安柱）が順に襲爵した。アナイの子孫は以下の通り。
| 子   | ： | ワンフォボー（萬仏保） |
| 孫   | ： | ワンダリ（萬達理）     |
| 曾孫 | ： | アンジュ（安柱）       |

#### モシ（謨式）
モシ(moši)は鑲紅旗人、ホイファ地方に代々定住し（帰順時期未詳）、六品典儀に任命された。子ジンギャ（jingiya、精嘉）は護軍校として浙江、福建に出征し、軍功により雲騎尉に叙爵された。死後、ジンギャの長子ミョーショー（miyoosiyoo、苗肖）が襲爵した。モシの子孫は以下の通り。
| 子 | ： | 長子ミョーショー（miyoosiyoo、苗肖）、次子アルタイ（artai、阿爾泰、現・三等護衛） |

#### エンゲデイ（恩格徳）
エンゲデイ(enggedei)は正藍旗人、ホイファ地方に代々定住し（帰順時期未詳）、礼部尚書兼佐領を歴任した。実弟のセヘイ（色赫）は元・郎中兼佐領。エンゲデイおよびセヘイの子孫は以下の通り。
| 兄弟 | ： | 弟セヘイ（色赫、元・郎中兼佐領） |
| 子   | ： | ナハイ（nahai、納海、元・驍騎校）、ナミン（namin、納敏、元・都統兼佐領）。シュフナイ（šuhunai、舒瑚鼐、元・內閣学士兼礼部侍郎）、ナリン（納琳、元・員外郎） |
| 孫   | ： | ネミン（nemin、諾敏、元・山西廵撫）、ノミン（nomin、訥敏、元・二等護衛）、ユンフ（yungfu、永福、現・典儀）。センボー（sengboo、僧保、元・筆帖式）、ナランタイ（納蘭泰、現・主事）、サンゲ（sangge、桑格、現・筆帖式）                                                                                                 |
| 曾孫 | ： | ノムトゥ（nomtu、諾穆図、元・甘肅布政使）、ノムブ（nombu、諾穆布、元・御史）、ノムタイ（nomtai、諾穆泰、現・同知）、ノムチン（nomcin、諾穆秦、現・筆帖式）。ヨチェン(yoceng、耀成、現・司務）、ヨダイ(yodai、耀岱（yodai、現・筆帖式）、ヨチャン(yocang、耀昌、現・筆帖式）、サンチャン(sancang、三常、現・筆帖式）。 |

#### イハナ（伊哈那）
イハナ(ihana)は鑲紅旗人（鑲紅旗包衣から転属）。ホイファ地方に代々定住したが、建国初期に帰順した。イハナの子孫は以下の通り。
| 子   | ： | エルデヘイ（erdehei、額爾徳赫、元・鎮海将軍）                             |
| 孫   | ： | ガルビ（galbi、噶爾弼、元・奉天将軍）                                     |
| 曾孫 | ： | デチャン(decang、徳昌、現・主事）、チンボー(cingboo、清保、現・護軍参領） |
| 玄孫 | ： | 成緒（チェンシュ、cengsioi、現・筆帖式）                                  |

### 3)建国初期に帰順
以下の人物は、代々ホイファ地方に定住し、建国初期に帰順した者。
【鑲黄旗】
- エデイ（edei、額徳、包衣）：ワンギヌ（wangginu、王機砮）の実兄ナイフ（naihū、鼐瑚）の子。同郷のニカダ（nikada、尼喀達、正藍旗包衣）と同一族。[76]

| 孫   | ： | ドベイ（dobei、多貝、元・員外郎）                                                                                              |
| 曾孫 | ： | シャヅ（šadzi、沙梓、元・員外郎兼佐領）                                                                                        |
| 玄孫 | ： | ウシス（ušisy、五十四、元・駝馬群総管兼雲麾使）、エルデムブ（eldembu、額爾登布、現・司庫）、チシス（cišisy、七十四、現・進士） |
| 来孫 | ： | フチェン(fuceng、福成[77]、現・挙人）、ルチェン(luceng、禄成[77]、現・挙人）、ユチェン(yuceng、玉成、現・八品官）              |
- イェブケン（yebken、葉普肯）[76]

| 孫 | ： | チリイ(cilii、斉礼、現・二等護衛） |
【正白旗】
- スバタイ（subatai、蘇巴泰、包衣）：元・佐領。[78]

| 孫   | ： | エルギエン（elgiyen、額爾謹、元・即中）、エトゥフン（etuhun、額図渾、元・藍翎侍衛）、アニャンガ（aniyangga、阿年阿、現・郎中） |
| 曾孫 | ： | ワイトゥ（waitu、外図、元・主事）、スバリ（subari、蘇巴理、元・員外郎）、ダルタイ（dartai、達爾泰、現・二等侍衛）、エンテヘ（entehe、恩特赫、現・三等侍衛）、 デクシン（deksin、特克慎[79]、現・筆帖式）、セクシン（seksin、色克慎[79]、現・筆帖式）、ラルタイ（lartai、拉爾泰、現・庫使） |
| 玄孫 | ： | サムハ（samha、薩穆哈、現・二等侍衛）、ナダチ（nadaci、納達斉、現・筆帖式） |
| 来孫 | ： | チェンデ（cengde、成徳、現・筆帖式）、スゲ（suge、蘇格、現・庫使） |
【鑲紅旗】
- フシブ（hūsibu、瑚錫布）：→「ワンギヌ」参照。

- ウカ（uka、呉喀）[80]

| 子 | ： | ショセ（šose、碩色、元・筆帖式）        |
| 孫 | ： | ダイミダ（daimida、岱密達、元・驍騎校） |
【正藍旗】
- ホシュン（hošūn、和順）：元・驍騎校包衣。[81]

- ニカダ（nikada、尼喀達）：同郷のエデ（ede、額徳、鑲黄旗包衣）と同一族。[81]

| 曾孫 | ： | ウダチャン（udacan、呉達禅、元・牧長） |
| 玄孫 | ： | ヘイゲ（heige、赫格、元・護軍校）      |
| 来孫 | ： | マチャ（maca、瑪察、元・護軍校）       |
- バインダリ（baindari、班音達理）：ニカダ（nikada、尼喀達）の族弟。[81]

| 孫   | ： | アジゲン（ajigen、阿濟根、元・牧長）   |
| 曾孫 | ： | ガルサイ（garsai、噶爾賽、元・護軍校） |
【鑲藍旗】
- エルデム（erdemu、額爾徳穆）[82]

| 孫 | ： | ヤルハ（yarha、雅爾哈、元・委署護軍参領） |
- ウシタイ（ušitai、呉什泰）[82]

| 曾孫 | ： | 常在（cangdzai、チャンヅァイ、元・驍騎校） |

### 4) 天聡年間に帰順
以下の人物は、代々ホイファ地方に定住し、天聡年間に帰順した者。

#### 【正黄旗】
・ロチャ（loca、羅察、（包衣）
| 子 | ： | エセン（esen、額森、牧長） |

#### 【正白旗】
・カルカマ（karkama、喀爾喀瑪、包衣）：元・牛羊群総管。
| 孫   | ： | マンドゥリ（manduri、満都理、元・佐領）、ジャイサイ（jaisai、斎賽、元・員外郎）、バイサイ（baisai、拝賽、元・長史）                                         |
| 曾孫 | ： | マルフン（malhūn、瑪爾渾、元・員外郎））、フバシ（hūbaši、瑚巴什、元・員外郎）、ジェンタイ（jengtai、正泰、元・佐領）、サンヘイ（sanhei、三赫、元・驍騎校） |
| 玄孫 | ： | 常齢（cangling、チャンリン、元・司庫）チゲ（cige、斉格、元・司庫）、ウゲ（uge、五格、元・委署護軍参領）、シリン（silin、西林、現・護軍校）                  |
| 来孫 | ： | ナシャン（našan、納善、現・郎中兼佐領）、チシバ（cišiba、七十八、現・侍衛署参領）                                                                           |
| 昆孫 | ： | ボージュ（booju、保柱、現・筆帖式） |

#### 【鑲紅旗】
・ウェンジヘ（wenjihe、温済赫）
| 孫   | ： | バランタイ（barantai、巴蘭泰、元・驍騎校）、センフ（senghu、僧琥、元・歩軍校） |
| 曾孫 | ： | ジャハリ（jahari、札哈理、元・歩軍校）                                         |

#### 【正藍旗】
・ナチン（nacin、納秦）
| 子   | ： | トーゲ（tooge、陶格、元・頭等護衛）、ベキ（beki、白起、元・二等護衛） |
| 孫   | ： | フデヒ（fudehi、福徳喜、元・護軍校）                                  |
| 曽孫 | ： | テトゥンタイ（tetuntai、特屯泰、現・七品官）                          |

### 5) 帰順時期不明
以下の人物は、代々ホイファ地方に定住し、帰順時期不明の者。

#### 【正白旗】
・クワンタイ（kuwantai、寛泰）
| 孫 | ： | ドゥシトゥ（dusitu、都鍚図、元・歩軍校）、サランタイ（sarantai、薩蘭泰、現・七品官） |

・クブフイ（kūbuhūi、庫布輝、包衣）
| 子   | ： | ワハン（wahan、瓦漢、元・護軍参領）                                                                                                 |
| 孫   | ： | アサリ（asari、阿薩理、元・員外郎）                                                                                                 |
| 曾孫 | ： | リュス（liosy、留思、元・佐領）、スランタイ（surantai、蘇蘭泰、元・護軍校）、レイボーチェン（leibooceng、雷保成、現・委署護軍参領） |
| 玄孫 | ： | シトゥ（šitu、石図、元・佐領） |

・ビサンガ（bisangga、璧桑阿）
| 兄弟 | ： | 実弟イサンガ（isangga、伊桑阿）                                                                |
| 子   | ： | ヌヘン（nuhen、努恒、元・内管領））、インガダイ（inggadai、英阿岱、元・内管領）                |
| 孫   | ： | グワムボー（guwamboo、関保、元・内管領）。フワントゥンボー（hūwangtugboo、黄通保、元・筆帖式） |
| 曾孫 | ： | ボー・アン（boo an、保安、現・守備）                                                           |

・オクスン（oksun、鄂克遜）
| 孫 | ： | ジラン（jilan、済蘭、元・員外郎） |

・トロ（toro、托絡）
| 孫   | ： | トクトホ（toktoho、托克拖和、元・筆帖式）                            |
| 曾孫 | ： | トホチ（tohoci、托和斉、元・内副管領）                               |
| 玄孫 | ： | バゲ（bage、巴格、現・司庫）、セルテイ（sertei、塞爾特、現・筆帖式） |
| 来孫 | ： | チャンリボー（ciyanliboo、銭礼保、現・筆帖式）                       |

#### 【鑲紅旗】
・ヨタンガ（yotangga、約唐阿）
| 子   | ： | ソタンガ（sotangga、索唐阿、元・佐領）                                      |
| 孫   | ： | ボーツン（boots'un、保存、元・二等護衛）、ヤライ（yarai、雅賚、元・護軍校） |
| 曾孫 | ： | バハンタイ（bahantai、巴漢泰、元・驍騎校）ヤトゥ（yatu、雅図、元・驍騎校）  |

・トゥビヘ（tubihe、図碧赫）
| 子   | ： | ホロイ（holoi、和塁、元・護軍校）、サイビトゥ（saibitu、賽碧図、元・護軍校） |
| 孫   | ： | ヤブハイ（yabuhai、雅布海、元・佐領）、ナニ（nani、那尼、元・驍騎校）        |
| 曾孫 | ： | ヤルタイ（yartai、雅爾泰、元・三等護衛）                                     |

・デキネ（dekine、徳啓訥）：元・七品官。ニマチャ（nimaca、尼馬察）地方のチヌフン（cinuhūn、斉努渾、正黄旗）、ナリン（narin、納林、正紅旗）らと同一族。
| 子 | ： | チセ（cise、斉色、元・護軍校）       |
| 孫 | ： | ギンタイ（gintai、金泰、現・歩軍校） |

・イラブ（irabu、伊喇布）
| 子 | ： | クンジ（kungji、孔済、元・三等護衛）       |
| 孫 | ： | ムドゥンゲ（mudungge、穆董格、元・員外郎） |

・ソホン（sohon、索渾）：元・典儀。
・セヅ（sedzi、色資）
| 子 | ： | フワセ（hūwase、華色、元・護軍校） |

・サハリャン（sahaliyan、薩哈廉）
| 孫 | ： | チャハイ（cahai、察海、現・護軍校） |

・ヤルブ（yarbu、雅爾布）
| 孫 | ： | ジャルハイ（jarhai、札爾海、現・驍騎校） |

#### 【正藍旗】
・ウンガイ（unggai、翁藹、包衣）：元・驍騎校。
・ヅォーグイ（dzoogui、曹桂）
| 孫 | ： | ジョーデ（joode、兆徳、元・八品官） |

#### 【鑲藍旗】
・オト・バヤン（oto bayan、鄂托巴彦）（包衣）
| 曾孫 | ： | ヘイセ（heise、赫色、元・典儀）、モーダイ（moodai、茂岱、元・驍騎校）                                         |
| 玄孫 | ： | グイジン（guijin、桂金、元・護軍校）、ウダセ（udase、五達色、現・三等護衛）                                   |
| 来孫 | ： | アルタイ（artai、阿爾泰、現・三等護衛）、シジュ（šiju、石柱、現・典儀）、ライボー（laiboo、来保、現・護軍校） |

## 台湾の満裔
史料に拠ると、一部の氏族は建国初期に台湾本島に移住し、台北、彰化、雲林、嘉義、苗栗などは満裔集落であった可能性がある。国共内戦後も中華民国台湾（国民党政権）に大勢が移住し、台湾のホイファナラ氏は清代移民、民国期移民との二派に大別できる。

## 脚註
1. ↑  金, 毓黻 (1985). 杨. ed. 辽海丛书･沈故. 辽沈书社. pp. 327-328
2. ↑  赵, 力 (2012) (中国語). 满族姓氏寻根词典. 辽宁民族出版社. p. 406
3. 1 2  アングリ：ᠠᠩᡤᡡᠯᡳ, anggūli, 昂古里 (『清史稿』『滿洲實錄』)/ シングリ：ᠰᡳᠩᡤᡡᠯᡳ, singgūli, 星古力 (『清史稿』)、星古禮 (『滿洲實錄』)。
4. ↑  サハリヤン･ウラ：ᠰᠠᡥᠠᠯᡳᠶᠠᠨ ᡠᠯᠠ, sahaliyan ula, 薩哈連 烏拉 (『滿洲實錄』)、アムール (ロシア語)。＊ sahaliyanは黒、ulaは江の意 (河はbiraという)。
5. ↑  “nimaca”. 新满汉大辞典. 商務印書館. "ᠨᡳᠮᠠᠴᠠ [名] ① 尼玛察 (清初部落名)。② <地> 尼玛察 (清代地名。今黑龙江省穆棱县东兴凯湖南附近)。"
6. ↑  維基百科「輝發那拉氏」には「(ニマチャ部の) 女真族」(出身黑龍江女真尼馬察部) とあるが、典拠なし。
7. ↑  イクデリ：ᡳᡴᡩᡝᡵᡳ, ikderi, 益克得哩 (『滿洲實錄』)、益克得里 (『清史稿』)。
8. ↑  ジャル：ᠵᠠᡵᡠ, jaru, 扎嚕 (『滿洲實錄』)、札魯 (『清史稿』)
9. ↑  維基百科「輝發那拉氏」では「張地方に遷居した」(後來率眾南遷至張地方) となっているが、典拠なし。
10. ↑  ジャン：ᠵᠠᠩ, jang, 張 (『八旗滿洲氏族通譜』)、璋 (『滿洲實錄』)、章 (『新满汉大辞典』)。
11. ↑  ガヤンガ：ᡤᠠᠶᠠᠩᡤᠠ, gayangga, 噶揚噶 (『清史稿』,『滿洲實錄』)。/ トゥメトゥ：ᡨᡠᠮᡝᡨᡠ, tumetu, 圖墨土 (『清史稿』)、圖墨圖 (『滿洲實錄』)
12. ↑  改姓にあたり、牛7頭を屠殺して天を祭った。原文「宰七牛祭天改姓納喇」。
13. 1 2  リオチェン：ᠯᡳᠣᠴᡝᠨ, liocen, 瑠臣 (『滿洲實錄』)、留臣 (『清史稿』)/ ベイチェン：ᠪᡝᡳᠴᡝᠨ, beicen, 貝臣 (『滿洲實錄』)、備臣 (『清史稿』)
14. 1 2  ナリンガ：ᠨᠠᠯᡳᠩᡤᠠ, nalingga, 納領噶 (『滿洲實錄』)/ ナイクヮン：ᠨᠠᡳᡴᡡᠸᠠᠨ, naikūwan, 鼐寛 (『滿洲實錄』)、耐寛 (『清史稿』)
15. ↑  『通譜』巻23「輝發地方納喇氏」には「備臣生納領噶耐寛(, )納領噶耐寛生拉哈都督」とあり、「納領噶耐寬」で一人の人物として扱われている。
16. 1 2  ラハ都督：ᠯᠠᡥᠠ, laha, 拉哈 (『滿洲實錄』,『清史稿』)
17. 1 2  ガハチャン都督：ᡤᠠᡥᠠᠴᠠᠨ, gahacan, 噶哈禪 (『滿洲實錄』,『清史稿』)
18. 1 2  チネケン･ダルハン：ᠴᡳᠨᡝᡴᡝᠨ ᡩᠠᡵᡥᠠᠨ, cineken darhan, 齊納根達爾漢 (『滿洲實錄』)。ダルハンは一種の称号。
19. ↑  フルキ：ᡥᡡᡵᡴᡳ, hūrki, 扈爾奇 (『清史稿』)、呼爾奇 (『滿洲實錄』)。
20. ↑  ドビ･ホトン：ᡩᠣᠪᡳ ᡥᠣᡨᠣᠨ, dobi hoton, 多璧城 (『滿洲實錄』,『清史稿』)　＊dobiには狐の意味があるが、関係不明。
21. ↑  ケチュンゲ：ᡴᡝᠴᡠᠩᡤᡝ, kecungge, 克充格 (『滿洲實錄』,『清史稿』)。/ スメンゲ：ᠰᡠᠮᡝᠩᡤᡝ, sumengge, 蘇蒙格 (『滿洲實錄』)、蘇猛格 (『清史稿』)。
22. ↑  『甄嬛傳』の烏拉那拉 青櫻（皇后ウラナラ氏の親戚という設定）、『延禧攻略』の嫻妃（輝發那拉·淑慎）、『如懿傳』の嫻妃（烏拉那拉·如懿）。
23. ↑  『延禧攻略』『如懿傳』などのテレビドラマの場面でも有名になったが、満洲人の習慣では、女性が頭髪に鋏をいれるのは国が滅びた時か夫が死んだ時とされ、従って公然と頭髪に鋏を入れることは、国や夫を呪詛する行為として忌み嫌われた。因みに『延禧攻略』『如懿傳』の両作ではどちらも、「南巡」（南方視察）のおりに継皇后が皇帝の目の前で頭髪を切っている。
24. ↑  鄂爾泰, 等. 八旗通志初集. 未詳. "鑲藍旗滿洲第三参領第一佐領係国初以輝發地方來歸人丁編立始以莽庫管理……訥爾布管理訥爾布因病辞退以其子訥禮管理訥禮故以其子訥蘇肯管理現改爲公中佐领……"
25. ↑  マンク (『清の太祖 ヌルハチ』)、莽科 (『八旗滿洲氏族通譜』)、莽庫 (『八旗通志』?)
26. ↑  『甄嬛传』の青樱、『延禧攻略』の娴妃、『如懿传』の青樱。＊『延禧攻略』はウラナラ氏の末裔と誤って認識されている。
27. ↑  『通譜』原文「其餘無事蹟可立[傳]者附載於後」＊[ ]内は文字欠落（文脈判断で補った）。
28. ↑  『通譜』原文「以上俱係應立[傳]之人」＊[ ]内は文字欠落（文脈判断で補った）。
29. ↑  “輝發地方納喇氏-三檀”. 八旗滿州氏族通譜. 未詳. "三檀正藍旗人世居輝發地方國初率屬下來歸編佐領使統之其長子薩珠瑚原任佐領薩珠瑚之孫雙柱原任三等護衞"
30. ↑  “輝發地方納喇氏-三檀”. 八旗滿州氏族通譜. 未詳. "又三檀次子阿珠瑚之長子伊巴漢原任副都統兼佐領次子吳達禮原任吏部尚書兼佐領第三子伊巴克圖原任叅領第四子愛圖原任長史第五子伊雷原任副都統孫勒琦原任副都統兼佐領多鼐進布俱原任護軍叅領元福原任二等護衞鼐格係和碩額駙任佐領溫察庫納海俱原任頭等護衛鍚納海原任護軍叅領伊納海原任二等護衞伊三布原任司庫伊爾圖由護軍叅領從征福建擊海冦於廈門陣亡優贈騎都尉其子禪布襲職縁事革退其弟乆勒襲職卒其子二格現襲職阿珠瑚之曾孫明宗原任佐領托克托和原任員外即阿林原任護軍統領兼佐領徳韶現任佐領松藹現任二等護衛圖翰現任員外郎兆柱明舉俱現任筆帖式元孫札祿現任六品官佛佑現任筆帖式文光文琮俱現係生員"
31. 1 2  原文「多鼐進布俱原任護軍叅領」
32. ↑  原文「溫察庫納海俱原任頭等護衞」
33. 1 2 3 4  イルトゥ（伊爾図）→ギュレ（久勒、チャムブ（禅布）の弟）→エルゲ（二格）。
34. 1 2  原文「兆柱明舉俱現任筆帖式」
35. 1 2  原文「文光文琮俱現係生員」
36. ↑  “輝發地方納喇氏-三檀”. 八旗滿州氏族通譜. 未詳. "又三檀第三子薩弼漢原任佐領其長子韓楚哈亦原任佐領次子喀爾沁由護軍叅領從征厄魯特噶爾丹奮勇破賊有功授雲騎尉卒其子巴布海現襲職薩弼漢之孫徹克徹渾隆綬俱原任佐領隆福原任協領哈爾碧由頭等護衞從征福建擊海寇於廈門陣亡贈雲騎尉其子武智襲職現任四品典儀薩弼漢之曾孫徹海現任護軍校"
37. 1 2  カルチン（喀爾沁）→バブハイ（巴布海）
38. 1 2  原文「薩弼漢之孫徹克徹渾隆綬俱原任佐領」
39. 1 2  ハルビ（哈爾碧）→ウジ（武智）
40. ↑  原文「其（＝瑚札祿）長子瑚弼善孫凖提保相繼承襲（……）其親兄（＝瑚弼善）之孫薩靈阿襲職後薩靈阿承襲伊父凖提保之一等輕車都尉」より、「フビシャン（瑚弼善）-(　)-サリンガ（薩靈阿）」＋「ジュンティボー（凖提保）-（サリンガ（薩靈阿）」、つまりジュンティボーはフビシャンの子。
41. ↑  “輝發地方納喇氏-三檀”. 八旗滿州氏族通譜. 未詳. "又三檀第四子瑚實由閒散從征旅順口及平定朝鮮俱有功後征皮島陣亡優贈騎都尉其子瑚札祿襲職三遇恩詔加至二等輕車都尉圍錦州擊敗松山杏山馬步兵破流賊滅福王平定河南江南等處屢著軍功授為一等輕車都尉歴任副都統卒其長子瑚弼善孫凖提保相繼承襲瑚札祿之次子孟保從征湖廣在洞庭湖擊賊陣亡贈雲騎尉因無嗣其親兄之孫薩靈阿襲職後薩靈阿承襲伊父凖提保之一等輕車都尉時削去恩詔所加之職餘剩騎都尉兼一雲騎尉合併本身現襲之雲騎尉授為三等輕車都尉瑚實之孫韶寶原任主事曽孫二丑色原任典儀"
42. 1 2 3 4  フシ（瑚実）→フジャル（瑚札禄）→フビシャン（瑚弼善、メンボー（孟保）の兄）→ジュンティボー（準提保）→サリンガ（薩靈阿）
43. ↑  “輝發地方納喇氏-三檀”. 八旗滿州氏族通譜. 未詳. "又三檀第五子延達爾漢原任護軍校其長子雅頼由長史從征江西於鄱陽湖等處屢敗賊首黃浩兵後在新口費園地方擊賊陣亡優贈騎都尉其子班第襲職任佐領縁事革退其弟福爾敏襲職卒其子顯貴現襲職延達爾漢之次子雅海由前鋒叅領從征福建擊敗海寇鄭成功兵又征叛逆察哈爾布爾尼於大鹵地方屢敗賊衆卒後敘功優贈騎都尉因無嗣其親兄之孫盂蘭保現襲職延達爾漢之孫延泰原任頭等護衞拉哈原任七品官曽孫廣綬原任頭等護衞拉薩理原任佐領元孫索柱現任佐領永柱現任遊擊"
44. 1 2 3 4 5  ヤライ（雅頼、ヤハイ（雅海）の兄）→フルミン（福爾敏、バンディ（班第）の弟）→ヒャングイ（顕貴）・ユラムボー（盂蘭保）
45. ↑  原文「其親姪星額圖」、現代中国語における「姪」は「侄」の異体字扱いであり、兄弟(男)の息子を指す。兄弟(男)の娘は「侄女」と書く。姉妹の息子は「(外)甥」、姉妹の娘は「(外)甥女」と書く。『通譜』の「姪」はどちらか不明の為、一とまづ現代中国語に倣った。「姪」が兄弟の子であれ姉妹の子であれ、従軍できるのは言うまでもなく男性だけなので、「姪」が「メイ」を指すということは考えにくい。
46. ↑  “輝發地方納喇氏-三檀”. 八旗滿州氏族通譜. 未詳. "又三檀第六子費揚古由佐領過北京征山東入邉之日擊敗馬總兵等兵又以梯攻濵州克其城授雲騎尉定鼎燕京時入山海關擊敗流賊二十萬衆敘功授為騎都尉平定河南江南等處屢敗賊兵加一雲騎尉卒其長子雅素喀襲職三遇恩詔加至一等輕車都尉任護軍叅領卒無嗣其親姪星額圖襲職任佐領卒其親兄之孫恩特赫墨襲職時削去恩詔所加之職現襲騎都尉兼一雲騎尉費揚古之次子揚岱原任都統兼佐領第三子法瑚達原任長史兼佐領孫浩善原任頭等護衞格圖肯原任佐領耿額圖原任三等護衛法克進原任二等護衞曽孫羅思漢麗慶俱原任佐領松祿現任中書兼佐領七十六現任佐領"
47. ↑  無嗣
48. ↑  原文「曾孫羅思漢麗慶俱原任佐領」。
49. 1 2 3 4  “輝發地方納喇氏-博爾濟”. 八旗滿州氏族通譜. 未詳. "博爾濟鑲黃旗人世居輝發地方天聰時來歸其孫特木爾原任佐領曽孫鄭庫訥原任博士額爾塞原任前鋒校圖魯什由員外郎定鼎燕京時追流賊至慶都縣敗之又追滕吉思擊敗土謝圖汗及碩羅汗等兵徃送詔書值鄂爾多斯札木蘇之黨謀叛歿於亂軍贈雲騎尉其子舒書襲職兩遇恩詔加至騎都尉兼一雲騎尉後征浙江丹山擊敗偽英毅伯阮思等兵數萬餘衆斬偽總兵張興獲銅印一顆敘功授為三等輕車都尉又征雲南至𬗟國阿窪城獲偽桂王征四川擊敗賊偽將吳之茂等兵五千餘衆平定陝西擊敗賊偽將王屏藩兵於漢中府授為二等輕車都尉因病告休其子顧爾泰襲職歴任詹事府詹事引病乞休將二等輕車都尉減為騎都尉伊子敦柱襲職現任知府又博爾濟之元孫牛鈕原任藍翎侍衛哲貝原任御史兆山原任主事科爾濶岱原任兵部尚書杭琦原任內閣侍讀學士果禮原任叅領桑格原任七品官頼虎原任驍騎校蘇赫由護軍校從征逆藩吳三桂於石門坎黃草壩地方擊敗賊偽將何繼祖等兵又敗賊將胡國秉於雲南城下卒後敘功優贈騎都尉其子綽科托襲職卒其子烏隆泰現襲職又博爾濟之四世孫七十八原任員外郎多爾進原任步軍校恩特原任副護軍叅領常明原任護軍校達普蘇原任驍騎校五格哲綬俱原任筆帖式五世孫麗珠現任主事烏拉岱現任給使什長六世孫富謙現任筆帖式按博爾濟與正白旗那木都魯地方莽健鑲白旗吉林烏喇地方謨爾渾鑲藍旗包衣哈達地方明安等同族"
50. ↑  現・浙江省の余姚市と台州市に同じ地名が存在する。
51. ↑  原文「𬗟國阿窪城」、一文字欠落。「阿窪城」はアヴァで、今のミャンマーの都市。
52. ↑  原文「因病告休」
53. ↑  原文「引病乞休」。「明代官员"乞休"现象分析」（王伟：社会科学文献出版社）には「乞休是帝国官员在未满七十岁之前, 因疾病, 孝亲等客观原因或因权力斗争, 政治谋略等主观原因而主动提出致仕归家的行为」とある。
54. 1 2 3 4  トゥルシ（図魯什）→シュシュ（舒書）→グルタイ（顧爾泰）→ドゥンジュ（敦柱）
55. 1 2 3  スヘ（蘇赫）→チョクト（綽科托）→ウルンタイ（烏隆泰）
56. 1 2  原文「五格哲綬俱原任筆帖式」
57. ↑  大勢の臣下の前で表彰を受けた。「ショセ・ウバシ、イェヘより来り、未だチャハルに久しく遂使せず、並びに我が恵を久しく食める人に非ず、而して心志は主に在り、故に体を裸し餓を忍び、死を冒して来り、甚だ憫むべし」
58. ↑  原文「邀諸路」：「邀」は「待ち受ける」、「諸」は「之於」が約まったもので、「之を路に於いて邀(ﾑｶ)ふ」、つまり通行を妨害したの意。
59. ↑  “輝發地方納喇氏-碩色吳巴世”. 八旗滿州氏族通譜. 未詳. "碩色吳巴世正藍旗人世居輝發地方國初來歸奉命前徃招降察哈爾國察哈爾不從反誘之降碩色吳巴世不屈拘繋三年與守者通謀潛遁祼體忍饑而歸太祖高皇帝嘉悅諭衆臣曰碩色吳巴世自葉赫來未乆遂使察哈爾並非乆食我惠之人而心志在主故祼體忍饑冐死而來甚屬可憫其給漢人三戶男子十九人馬七匹牛六頭善養之勿加以役尋又奉勅招諭巴克貝勒時有昂阿貝勒者以兵三百邀諸路碩色吳巴世獨挺身前進大敗賊兵太祖嘉之賞賚甚優授騎都尉任陵寢總管卒其子觀音保襲職又碩色吳巴世之子吳努瑚原任頭等侍衞孫珠蘭泰原任郎中納爾穆原任員外郎兆柱原任親軍校納進現係看守倉庫官曾孫進布䝉聖祖仁皇帝追念伊曾祖碩色吳巴世効力有年賞給六品世職卒其弟富起襲職縁事革退其叔祖之孫福保現襲職又碩色吳巴世之曾孫福德福長俱原任筆帖式"
60. 1 2  ジムブ（jimbu、進布、兄）、フキ（fuki、富起、弟）
61. 1 2  原文「碩色吳巴世之曾孫福德福長俱原任筆帖式」
62. ↑  “輝發地方納喇氏-屯泰”. 八旗滿州氏族通譜. 未詳. "屯泰鑲紅旗人世居輝發地方國初來歸任二等護衞其子袞塔鍚原任備禦孫喀喇原任頭等護衞曾孫剛格原任佐領元孫福耀原任典儀綏向原任親軍校唐色由委署護軍校從征浙江屢敗賊偽將劉國軒兵於郭塘山等處續征雲南於石門坎黃草壩地方擊敗賊偽將何繼祖等兵敘功授雲騎尉歴任副都統卒其子薩楞泰現襲職又屯泰之四世孫常祿現任筆帖式"
63. 1 2  タンセ（唐色）→サレンタイ（薩楞泰）
64. ↑  “輝發地方納喇氏-碩”. 八旗滿州氏族通譜. 未詳. "碩鑲紅旗人世居輝發地方國初來歸其曽孫克特原任城門尉拉拜原任筆帖式元孫瑪沙原任佐領常新原任典儀四世孫瓦爾達原任筆帖式雅圖原任驍騎校瑪林保現任三等護衞克孟額現任驍騎校札琳由委署章京平定雲南於桂花寺地方擊敗賊偽將吳世璠等兵三萬餘衆敘功授雲騎尉卒其子瞻岱現襲職又碩之五世孫伊琳原任筆帖式達普唐阿現任頭等護衞六世孫伊福訥現任員外郎伊福善現任筆帖式"
65. 1 2  ジャリン（札琳）→ジャンダイ（瞻岱）
66. ↑  “輝發地方納喇氏-蘇札庫”. 八旗滿州氏族通譜. 未詳. "蘇札庫鑲黃旗人世居輝發地方來歸年分無考其孫漢楚罕由佐領從征察哈爾布爾尼於大鹵地方奮勇破賊有功授雲騎尉卒其子雅住襲職任頭等侍衞又蘇札庫之曽孫葉內原任歩軍校元孫本濶原任驍騎校四達色現任防禦"
67. 1 2  ハンチュハン（漢楚罕）→ヤジュ（雅住）
68. ↑  広東省、広西壮族自治区などに似たような名前の地名が多数存在。
69. ↑  “輝發地方納喇氏-阿鼐”. 八旗滿州氏族通譜. 未詳. "阿鼐正藍旗人世居輝發地方國初來歸任員外郎其子萬佛保由八品官從征江西擊敗賊兵四千餘衆於南康府續征廣東在桂嶺頭地方擊賊陣亡贈雲騎尉其子萬達理孫安柱相繼承襲"
70. ↑  “輝發地方納喇氏-謨式”. 八旗滿州氏族通譜. 未詳. "謨式鑲紅旗人世居輝發地方來歸年分無考任六品典儀其子精嘉由護軍校從征浙江福建著有軍功授雲騎尉卒其長子苗肖襲職次子阿爾泰現任三等護衞"
71. ↑  “輝發地方納喇氏-恩格德”. 八旗滿州氏族通譜. 未詳. "恩格徳正藍旗人世居輝發地方來歸年分無考歴任禮部尚書兼佐領其子納海原任驍騎校納敏原任都統兼佐領孫諾敏原任山西廵撫訥敏原任二等護衞永福現任典儀曾孫諾穆圖原任甘肅布政使諾穆布原任御史諾穆泰現任同知諾穆秦現任筆帖式又恩格徳親弟色赫原任郎中兼佐領其子舒瑚鼐原任內閣學士兼禮部侍郎納琳原任員外郎孫僧保原任筆帖式納蘭泰現任主事桑格現任筆帖式曾孫耀成現任司務耀岱耀昌三常俱現任筆帖式"
72. 1 2 3 4 5 6 7 8 9  色赫の子孫。
73. 1 2 3  原文「耀岱耀昌三常俱現任筆帖式」
74. ↑  “輝發地方納喇氏-伊哈那”. 八旗滿州氏族通譜. 未詳. "伊哈那鑲紅旗人世居輝發地方國初來歸其子額爾徳赫原任鎮海將軍孫噶爾弼原任奉天將軍曽孫徳昌現任主事清保現任護軍叅領元孫成緒現任筆帖式由本旗包衣改隸"
75. ↑  原文「以上俱世居輝發地方係國初來歸之人」
76. 1 2  “輝發地方納喇氏-以上俱世居輝發地方係國初來歸之人”. 八旗滿州氏族通譜. 未詳. "鑲黃旗包衣額德王機砮親兄鼐瑚之子也其孫多貝原任員外郎曾孫沙梓原任員外郎兼佐領元孫五十四原任駝馬羣總管兼雲麾使額爾登布現任司庫七十四現係進士四世孫福成祿成俱現係舉人玉成現任八品官按額德與正藍旗包衣同里尼喀達同族葉普肯其孫齊禮現任二等護衞"
77. 1 2  原文「四世孫福成祿成俱現係舉人」
78. ↑  “輝發地方納喇氏-以上俱世居輝發地方係國初來歸之人”. 八旗滿州氏族通譜. 未詳. "正白旗包衣蘇巴泰原任佐領其孫額爾謹原任郎中額圖渾原任藍翎侍衞阿年阿現任郎中曾孫外圖原任主事蘇巴理原任員外郎達爾泰現任二等侍衞恩特赫現任三等侍衞特克愼色克愼俱現任筆帖式拉爾泰現係庫使元孫薩穆哈現任二等侍衞納達齊現任筆帖式四世孫成德亦現任筆帖式蘇格現係庫使"
79. 1 2  原文「特克愼色克愼俱現任筆帖式」
80. ↑  “輝發地方納喇氏-以上俱世居輝發地方係國初來歸之人”. 八旗滿州氏族通譜. 未詳. "鑲紅旗瑚錫布王機砮第八子也其孫富赫德原任步軍校吳魯納原任前鋒校曾孫吳爾丹吳爾慶額俱現任護軍校吳喀其子碩色原任筆帖式孫岱密達原任驍騎校"
81. 1 2 3  “輝發地方納喇氏-以上俱世居輝發地方係國初來歸之人”. 八旗滿州氏族通譜. 未詳. "正藍旗和順原任驍騎校包衣尼喀達其曾孫吳達禪原任牧長元孫赫格原任護軍校四世孫瑪察亦原任護軍校又尼喀達族弟班音達理之孫阿濟根原任牧長曾孫噶爾賽原任護軍校按尼喀達與鑲黃旗包衣同里額德同族"
82. 1 2  “輝發地方納喇氏-以上俱世居輝發地方係國初來歸之人”. 八旗滿州氏族通譜. 未詳. "鑲藍旗額爾德穆其孫雅爾哈原任委署護軍叅領吳什泰其曾孫常在原任驍騎校"
83. ↑  原文「以上俱世居輝發地方係天聰時來歸之人」
84. ↑  “輝發地方納喇氏-以上俱世居輝發地方係天聰時來歸之人”. 八旗滿州氏族通譜. 未詳. "正黃旗包衣羅察其子額森原任牧長"
85. ↑  “輝發地方納喇氏-以上俱世居輝發地方係天聰時來歸之人”. 八旗滿州氏族通譜. 未詳. "正白旗包衣喀爾喀瑪原任牛羊羣總管其孫滿都理原任佐領齋賽原任員外郎拜賽原任長史曾孫瑪爾渾瑚巴什俱原任員外郎正泰原任佐領三赫原任驍騎校元孫常齡齊格俱原任司庫五格原任委署護軍叅領西林現任護軍校四世孫納善現任郎中兼佐領七十八現任侍衞署叅領五世孫保柱現任筆帖式"
86. ↑  原文「曽孫瑪爾渾瑚巴什俱原任員外」
87. ↑  原文「元孫常齡齊格俱原任司庫」
88. ↑  “輝發地方納喇氏-以上俱世居輝發地方係天聰時來歸之人”. 八旗滿州氏族通譜. 未詳. "鑲紅旗溫濟赫其孫巴蘭泰原任驍騎校僧琥原任步軍校曾孫札哈理亦原任步軍校"
89. ↑  “輝發地方納喇氏-以上俱世居輝發地方係天聰時來歸之人”. 八旗滿州氏族通譜. 未詳. "正藍旗納秦其子陶格原任頭等護衞白起原任二等護衞孫福德喜原任護軍校曾孫特屯泰現任七品官"
90. ↑  原文「以上俱世居輝發地方係來歸年分無考之人」
91. 1 2 3 4 5  “輝發地方納喇氏-以上俱世居輝發地方係來歸年分無考之人”. 八旗滿州氏族通譜. 未詳. "正白旗寛泰其孫都鍚圖原任步軍校薩蘭泰現任七品官包衣庫布輝其子瓦漢原任護軍參領孫阿薩理原任員外郎曾孫留思原任佐領蘇蘭泰原任護軍校雷保成現任委署護軍參領元孫石圖原任佐領璧桑阿其子努恆英阿岱俱原任內管領孫關保亦原任內管領曾孫保安現任守備又璧桑阿親弟伊桑阿之孫黃通保原任筆帖式鄂克遜其孫濟蘭原任員外郎托絡其孫托克拖和原任筆帖式曾孫托和齊原任內副管領元孫巴格現任司庫塞爾特現任筆帖式四世孫錢禮保亦現任筆帖式"
92. ↑  原文「璧桑阿其子努恆英阿岱俱原任內管領」
93. ↑  イサンガ（伊桑阿）→？→フワントゥンボー（黄通保）
94. 1 2 3 4 5 6 7 8  “輝發地方納喇氏-以上俱世居輝發地方係來歸年分無考之人”. 八旗滿州氏族通譜. 未詳. "鑲紅旗約唐阿其子索唐阿原任佐領孫保存原任二等護衞雅賚原任護軍校曾孫巴漢泰雅圖俱原任驍騎校圖碧赫其子和壘賽碧圖俱原任護軍校孫雅布海原任佐領那尼原任驍騎校曾孫雅爾泰原任三等護衞德啓訥原任七品官其子齊色原任護軍校孫金泰現任步軍校按德啓訥與正黃旗尼馬察地方齊努渾正紅旗尼馬察地方納林等同族伊喇布其子孔濟原任三等護衞孫穆董格原任員外郎索渾原任典儀色資其子華色原任護軍校薩哈廉其孫察海現任護軍校雅爾布其孫札爾海現任驍騎校"
95. ↑  原文「曽孫巴漢泰雅圗俱原任驍騎校」
96. ↑  原文「圗碧赫其子和壘賽碧圗俱原任䕶軍校」
97. 1 2  “輝發地方納喇氏-以上俱世居輝發地方係來歸年分無考之人”. 八旗滿州氏族通譜. 未詳. "正藍旗包衣翁藹原任驍騎校曹桂其孫兆德原任八品官"
98. ↑  “輝發地方納喇氏-以上俱世居輝發地方係來歸年分無考之人”. 八旗滿州氏族通譜. 未詳. "鑲藍旗包衣鄂托巴彥其曾孫赫色原任典儀茂岱原任驍騎校元孫桂金原任護軍校五達色現任三等護衞四世孫阿爾泰亦現任三等護衞石柱現任典儀來保現任護軍校"
99. ↑  翻訳元（中国語版）より引用。

## 参照資料
- 鄂爾泰『八旗通志』1727年。(漢文)
- ortai（鄂爾泰）"han i araha jakūn gūsai manjusai hala be uheri ejehe bithe(欽定八旗氏族通譜)"乾隆10年（1745)
- 弘昼(愛新覚羅氏), 鄂尔泰, 福敏, 徐元夢『八旗滿洲氏族通譜』卷24「輝發地方納喇氏」1744年。(漢文)
- 編者不詳『清實錄 (大清歷朝實錄)』1937年。 (漢文)
- 胡增益 (主編)『新满汉大词典』新疆人民出版社、1994年。 (中国語)　＊「Manchu Dic/満洲語辞典」で検索。
- 松浦茂『清の太祖 ヌルハチ』白帝社 、1995年